# テンペスト (宮野真守の曲)
「テンペスト」は、日本の声優・歌手である宮野真守の楽曲。2016年10月12日に通算15枚目のシングルの表題曲としてキングレコードよりリリースされた。宮野が出演するテレビアニメ『うたの☆プリンスさまっ♪ マジLOVEレジェンドスター』（以下『レジェンドスター』）の主題歌に起用されている。

## 背景・制作
『レジェンドスター』が波乱の展開の多い内容を受けて、本作はストーリーを煽るようなロックナンバーとして制作することと、嵐＝テンペストが巻き起こると言う意味のタイトルにすることが事前に決定した。
制作に際して、本作は宮野と上松範康の共作で作詞が行われており、スタジオにてセッションをしながら作曲が行われた。曲調は上松が得意とするシンフォニック・ロックを基調としつつ、バラードの雰囲気を加味することによって、あえてアニメ主題歌のセオリーから外れた楽曲にすることが志向されている。

## ジャケット・ミュージックビデオ
ジャケットは絵画調の雰囲気にすることで、嵐の前の静けさがイメージされている。
「テンペスト」のミュージック・ビデオは大雨に打たれながら宮野が歌唱する内容になっており、カメラアングルを変えながら何回も撮影が行われている。

## リリース
2016年10月12日に、キングレコードより16枚目のシングル「The Birth」と同時発売された。
シングルには表題曲と、カップリング曲「Sugar,Sugar」の計2曲が収録されている。「Sugar,Sugar」は文化放送「宮野真守のRADIO SMILE」のオープニングテーマに起用されているディスコチューンであり、海外の音楽クリエイターチームによって制作された。内容は『うたの☆プリンスさまっ♪』主題歌のカップリングであることを受けて、並み居るライバルたちに負けじと意中の相手にアピールするものとなっている。

## シングル収録曲
| #         | タイトル        | 作詞                                 | 作曲                   | 編曲                   | 時間 |
| --------- | --------------- | ------------------------------------ | ---------------------- | ---------------------- | ---- |
| 1.        | 「テンペスト」  | 宮野真守、上松範康                   | 上松範康               | 藤田淳平               | 4:10 |
| 2.        | 「Sugar,Sugar」 | Amon Hayashi、COMMAND FREAKS、CASPER | COMMAND FREAKS、CASPER | COMMAND FREAKS、CASPER | 3:33 |
| 合計時間: | 合計時間:       | 合計時間:                            | 合計時間:              | 合計時間:              | 7:44 |

## チャート
2016年10月24日付けのオリコン週間ランキングでは、1.9万枚を売り上げて週間5位にランクイン。同時発売の「The Birth」もTOP10入りを果たしており、清木場俊介以来9年3ヶ月ぶりとなる男性ソロによるシングル2作同時TOP10入りになった。
| チャート                                             | 最高 順位 | 出典  |
| ---------------------------------------------------- | --------- | ----- |
| 日本・オリコン デイリーCDシングルランキング          | 3         |       |
| 日本・オリコン 週間CDシングルランキング              | 5         | [ 2 ] |
| 日本・オリコン 月間CDシングルランキング 2016年10月度 | 33        |       |
| Billboard Japan Hot 100                              | 13        | [ 7 ] |
| Billboard Japan Hot Animation                        | 4         | [ 8 ] |
| Billboard Japan Hot Singles Sales                    | 7         | [ 9 ] |
| こむちゃっとカウントダウン こむちゃーと              | 1         |       |